# Stenogastrinae
Stenogastrinae es una subfamilia de avispas que se distribuyen desde Indomalasia hasta Nueva Guinea. Tienen una biología diversa, con especies de comportamiento solitario a sociales. Estas avispas se distinguen por el hecho de que han perdido la capacidad de plegado longitudinal de sus alas, y doblan sus alas a la espalda (como lo hacen las abejas).

## Distribución
Prácticamente todos los stenogastrinos se encuentran en regiones tropicales del Sudeste de Asia: la India Oriental, Indochina y las islas de Indonesia.

## Géneros
La subfamilia contiene 8 géneros reconocidos.
- Anischnogaster van der Vecht
- Cochlischnogaster Dong and Otsuka
- Eustenogaster van der Vecht
- Liostenogaster van der Vecht
- Metischnogaster van der Vecht
- Parischnogaster von Schulthess
- Stenogaster Guérin
- Parischnogaster von Schulthess